# أليكسي ايفانوف (لاعب كرة قدم)
أليكسي ايفانوف (3 أكتوبر 1980 - ) هو لاعب كرة قدم روسي في مركز الهجوم. لعب مع فولغا تفير ‏ وFC BSK Spirovo ‏ وFC Volochanin-Ratmir Vyshny Volochyok ‏.